# .pw

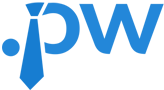

.pw은 팔라우의 인터넷 국가 코드 최상위 도메인이다. 원래 1997년 팔라우에 할당되었다. 2013년 3월 25일부터 .pw TLD의 도메인은 대중의 이용이 가능하게 됐다.
시만텍은 2013년 4월, 4월에 2개의 보고서를 공개하면서 .pw TLD의 도메인들이 스팸 이메일의 중요한 근원지였다고 주장하였다. 2013년 7월, 등록 기관은 처음 3주 안에 50,000개 등록 도메인을 보유한 이후 처음 3개월 안에 250,000개 등록 마일스톤을 돌파하였다고 발표하였다.